# Liste der Monuments historiques in Bailleul-sur-Thérain
Die Liste der Monuments historiques in Bailleul-sur-Thérain führt die Monuments historiques in der französischen Gemeinde Bailleul-sur-Thérain auf.

## Liste der Bauwerke
| Bezeichnung                                       | Beschreibung | Standort               | Kennzeichnung | Schutzstatus | Datum | Bild           |
| ------------------------------------------------- | ------------ | ---------------------- | ------------- | ------------ | ----- | -------------- |
| Schloss                                           | Erbaut 1724  | 13, rue Gravier (Lage) | PA00114492    | Inscrit      | 1961  | weitere Bilder |
| Gallisches Oppidum und Lager Gaius Iulius Caesars |              | (Lage)                 | PA00114493    | Inscrit      | 1979  | weitere Bilder |

## Liste der Objekte
- Monuments historiques (Objekte) in Bailleul-sur-Thérain in der Base Palissy des französischen Kultusministeriums